# Tegla Loroupe
Tegla Loroupe (Kapsait, Kenia, 9 mei 1973), bijgenaamd Chepkite, is een voormalige Keniaanse langeafstandsloopster.
Ze won de New York City Marathon in 1994 en 1995 en werd daarmee de eerste Afrikaanse vrouw die een grote marathon won.
Ze liep zowel op de baan als op de weg. Ze heeft de wereldrecords op de 20.000 m, 25.000 m en 30.000 m op haar naam staan, is voormalig recordhoudster op de marathon en had ook gedurende bijna tien jaar het werelduurrecord in handen. Ze werd in 1997, 1998 en 1999 wereldkampioene op de halve marathon en nam tweemaal deel aan de Olympische Spelen, maar veroverde hierop geen medailles.

## Biografie

### Blootsvoets
De vader van Tegla Loroupe had vijf vrouwen. Zijzelf was de derde telg uit een gezin van zeven kinderen, maar daarnaast had ze nog achttien halfzussen en –broers. In een cultuur waarin de stem van de vrouw nauwelijks telt, was Loroupe voorbestemd om kinderen te baren. Van jongs af aan weigerde ze echter om volgzaam te zijn. Zo liet ze zich ooit als leerling registreren, ondanks het feit dat haar ouders het niet nodig vonden dat zij naar school ging en liever zagen, dat zij volledig op de boerderij werkte. Vanaf haar tiende liep ze dagelijks blootsvoets 10 kilometer naar school en na afloop weer terug. Hiermee legde ze de basis voor haar latere triomfen bij het langeafstandslopen.
Haar vader en de andere mannen van de Pokot-stam veroordeelden de keuze om haar leven door de atletiek te laten beheersen. Zij vonden het kostbare tijdverspilling. Tegla Loroupe zag er daarentegen een manier in om zich aan de armoede te ontworstelen.

### In de ban
Haar exceptionele talent kwam snel aan het licht, al werd zij door de Keniaanse bondscoach Mike Kosgei lange tijd in de ban gedaan. Als lid van de 'verkeerde stam' kreeg Loroupe geen uitnodigingen voor grote internationale kampioenschappen van de nationale bond, Athletics Kenya, die immer in de greep van corruptie en politieke machtsspelletjes is. Na 1990 nam zij deel aan wedstrijden in Nederland en Duitsland, waar zij werd begeleid door Volker Wagner.

### Doorbraak in Egmond
In Nederland volgde Tegla Loroupe's doorbraak. Nadat zij eerder bij haar debuut in 1992 nog nipt door de Hongaarse Heléna Barócsi was verslagen, triomfeerde zij in 1993 voor de eerste maal op de halve marathon van Egmond. Het was de eerste van een ongeëvenaarde, vrijwel ononderbroken serie van in totaal zeven overwinningen; slechts in 1999 kreeg Loroupe klop van de Nederlandse atlete Irma Heeren. Tevens won zij driemaal de Zevenheuvelenloop, in 1992, 1993 en 1998.

### Echte roem
De echte roem vergaarde zij echter in andere wedstrijden. Zo was Loroupe in 1994 de eerste Afrikaanse vrouw die de marathon van New York won. Een jaar later won ze deze wedstrijd opnieuw. In 1997, 1998 en 1999 won ze de Rotterdam Marathon en bracht ze in 1998 in deze wedstrijd het wereldrecord op 2:20.47. In diezelfde jaren werd zij wereldkampioene op de halve marathon en delfde zij in 1995 en 1999 tijdens de WK op de baan twee keer brons op de 10.000 m. Op de Goodwill Games in 1994 en 1998 werd zij op deze afstand eerste. Verder won ze nog de marathons van Berlijn (1999), Londen (2000), Rome (2000) en Lausanne (2002), won zij in 1994 en 1998 de halve marathon van Parijs en was zij van 1998 tot in 2008 met 18 kilometer en 340 meter bovendien houdster van het werelduurrecord.

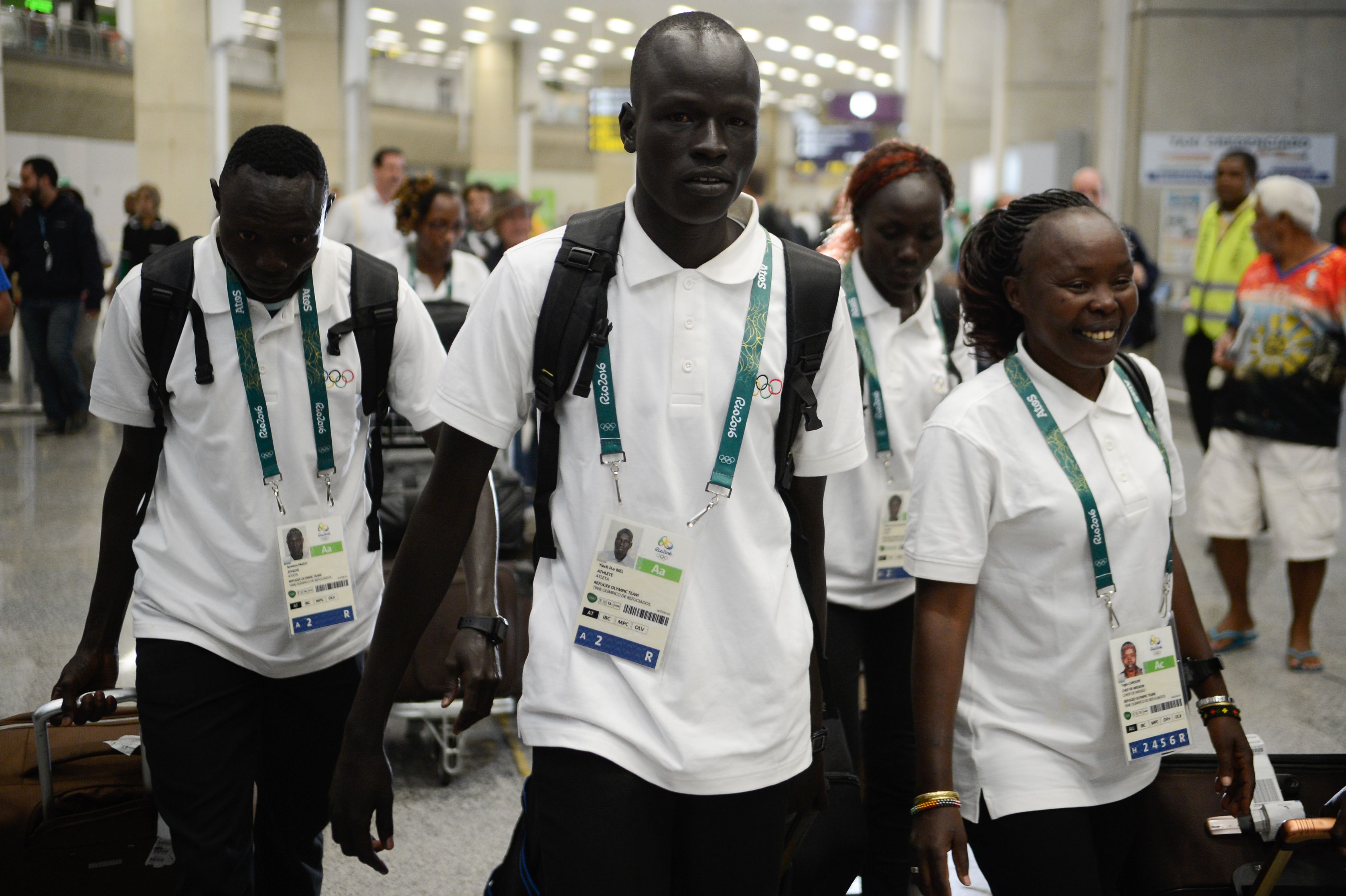
Tegla Loroupe (rechts) aan het hoofd van het olympisch vluchtelingenteam bij hun aankomst in Rio in 2016.

### Atlete met een missie
Zondag 14 januari 2007 nam ze voor de elfde keer deel aan de halve marathon van Egmond. Middels haar optredens wil zij tegenwoordig de aandacht vestigen op haar pogingen kinderen in het grensgebied tussen Kenia en Oeganda een betere jeugd te bieden. 'Ik heb als kind zelf geleden onder de burgeroorlogen,' zegt ze. Zij stichtte en bekostigde een schooltje en een weeshuis in Kapenguria, in het West Pokot District waar ze zelf vandaan komt. 'Het gaat om armoede, om vluchtelingen die de oorlog willen ontlopen en om voorlichting over andere bedreigingen, zoals aids,' vertelt ze. 'Het is een regio waar nog weinig stabiliteit heerst en waar veel families uit elkaar zijn gevallen.' Een paar keer per jaar organiseert ze in Kenia, Oeganda en Soedan 'vredes-lopen,' waar kinderen aan mee kunnen doen en waar ze geld inzamelt onder toeschouwers, collega-atleten en politici die als gast aanwezig zijn.
Bij de Olympische Spelen van 2016 in Rio de Janeiro trad Loroupe op als begeleidster van het olympisch vluchtelingenteam 2016 met o.a. de atlete Anjelina Nadai Lohalith. Deze rol vloeide voort uit het feit dat Loroupe na haar actieve atletiekloopbaan als sportambassadeur van de Verenigde Naties in Nairobi een trainingscentrum voor gevluchte atleten had opgezet. Hieruit kwamen vijf sporters voort die deel uitmaakten van het olympische vluchtelingenteam in Rio. Aan het eind van 2016 werd zij voor haar werk op het gebied van vrede, vrouwenrechten en onderwijs door de VN uitgeroepen tot 'Persoon van het jaar'.

## Titels
- Wereldkampioene 10.000 m - 1995, 1999
- Wereldkampioene halve marathon - 1997, 1998, 1999
- Keniaans kampioene 10.000 m - 1995, 2000
- Keniaans kampioene veldlopen - 1994

## Persoonlijke records
Baan
| Onderdeel | Prestatie      | Datum             | Plaats         |
| --------- | -------------- | ----------------- | -------------- |
| 1500 m    | 4.29,39        | 1990              |                |
| 3000 m    | 8.30,95        | 18 augustus 2000  | Monaco         |
| 5000 m    | 14.45,95       | 6 augustus 2000   | Londen         |
| 10.000 m  | 30.32,03       | 26 augustus 1999  | Sevilla        |
| 20.000 m  | 1:05.26,6 (WR) | 3 september 2000  | Borgholzhausen |
| 25.000 m  | 1:27.05,9 (WR) | 21 september 2002 | Mengerskirchen |
| 30.000 m  | 1:45.50,0 (WR) | 6 juni 2003       | Warstein       |

Weg
| Onderdeel      | Prestatie        | Datum             | Plaats              |
| -------------- | ---------------- | ----------------- | ------------------- |
| 5 km           | 15.22            | 2 september 2001  | Londen              |
| 8 km           | 25.13            | 22 april 2000     | Balmoral            |
| 5 Eng. mijl    | 25.23            | 22 april 2000     | Balmoral            |
| 10 km          | 31.02            | 6 juni 1999       | Tilburg             |
| 20 km          | 1:07.58          | 7 maart 2004      | Alphen aan den Rijn |
| uurloop        | 18.340 m (ex-WR) | 7 augustus 1998   | Borgholzhausen      |
| halve marathon | 1:07.32          | 28 maart 1998     | Den Haag            |
| 25 km          | 1:26.33          | 14 augustus 2005  | Helsinki            |
| 30 km          | 1:42.32          | 22 april 2001     | Londen              |
| marathon       | 2:20.43 (ex-WR)  | 26 september 1999 | Berlijn             |

Indoor
| Onderdeel | Prestatie | Datum            | Plaats     |
| --------- | --------- | ---------------- | ---------- |
| 3000 m    | 9.08,32   | 17 februari 2002 | Birmingham |
| 5000 m    | 14.51,69  | 13 februari 1999 | Dortmund   |

## Palmares

### marathon
- 1994:  New York City Marathon - 2:27.37
- 1995:  New York City Marathon - 2:28.06
- 1995: 9e Boston Marathon - 2:33.10
- 1996:  Boston Marathon - 2:28.37
- 1996: 7e New York City Marathon - 2:37.19
- 1997:  marathon van Rotterdam - 2:22.07
- 1997: 7e New York City Marathon - 2:32.07
- 1998:  marathon van Rotterdam - 2:20.47
- 1998: 7e marathon van Osaka - 2:30.26
- 1998:  New York City Marathon - 2:30.28
- 1999:  marathon van Berlijn - 2:20.43
- 1999:  marathon van Rotterdam - 2:22.48
- 1999:  marathon van Osaka - 2:23.46
- 2000:  Londen Marathon - 2:24.33
- 2000: 6e New York City Marathon - 2:29.35
- 2000: 13e OS - 2:29.45
- 2000:  marathon van Rome - 2:32.04
- 2001: 8e Londen Marathon - 2:26.10
- 2001:  marathon van Berlijn - 2:28.03
- 2002: 7e marathon van Nagoya - 2:31.27
- 2002:  marathon van Lausanne - 2:29.04
- 2003:  marathon van Keulen - 2:33.48
- 2004:  marathon van Leipzig - 2:29.40
- 2004: 11e New York City Marathon - 2:33.11
- 2005: 40e WK in Helsinki - 2:39.58
- 2006: 5e marathon van Rotterdam - 2:33.23,8
- 2006:  marathon van Venetië - 2:35.50
- 2007: 6e marathon van Mumbai - 2:42.53
- 2007: 8e New York City Marathon - 2:41.58
- 2007:  marathon van Las Vegas - 2:41.37

### Golden League-podiumplekken
- 1999:  Meeting Gaz de France 3000 m – 8.40,95
- 2000:  Herculis 3000 m – 8.30,95
- 2000:  ISTAF 5000 m – 14.46,70

### Overige overwinningen
- Zevenheuvelenloop - 1992, 1993, 1998
- Warandeloop - 1992
- halve marathon van Egmond - 1993, 1994, 1995, 1996, 1997, 1998, 2000
- Tilburg Ten Miles - 1993, 1994, 1996, 1998, 1999
- Great North Run - 1993
- BOclassic - 1994, 1995, 1996
- Goodwill Games - 1994, 1998
- Bay to Breakers in San Francisco - 1994
- halve marathon van Parijs - 1994, 1998
- Route du Vin - 1994, 1995, 1996, 1997
- halve marathon van Parijs - 1994, 1998
- halve marathon van Lissabon - 1994, 1995, 1996, 1997, 1999, 2000
- halve marathon van Tokio - 1995, 1996
- Dam tot Damloop - 1996, 1997, 1999
- WK halve marathon - 1997, 1998, 1999
- Bredase Singelloop - 1998, 2004
- Parelloop - 1999
- Greifenseelauf - 2004
- halve marathon van Sendai - 2004, 2005
- Oostende-Brugge Ten Miles - 2006

## Onderscheidingen
- Abebe Bikila Award - 1999
- VN 'Persoon van het jaar' - 2016